# Teorie geotektoniczne
Teorie geotektoniczne mają na celu wyjaśnienie obecnej budowy Ziemi – w szczególności rozmieszczenia lądów i oceanów, oraz mechanizmów powstawania gór. Ogólnie podzielić je można na fiksycyzm i mobilizm. Teorie fiksycystyczne (lub inaczej permanencji) zakładają stałe położenie kontynentów, z kolei teorie mobilistyczne zakładają ciągły ich ruch.
Obecnie dominującą teorią jest teoria tektoniki płyt, inne teorie zostały obalone lub są popierane przez bardzo nielicznych naukowców. Do tej ostatniej grupy należy przede wszystkim hipoteza ekspandującej Ziemi.

## Krótki przegląd najważniejszych teorii geotektonicznych
- hipoteza kontrakcji – Ziemia ochładza się, wskutek czego kurczy się, co powoduje zaburzenia tektoniczne – historyczna.
- hipoteza izostazji – przyczyny napięć w skorupie ziemskiej to wyrównywanie się mas – w zasadzie aktualna.
- hipoteza permanencji – kontynenty i oceany istnieją od początku Ziemi – włączona w teorię ekspandującej Ziemi.
- hipoteza epejrogenezy – regresje i transgresje morskie spowodowane są pionowymi ruchami skorupy ziemskiej – lokalnie aktualna.
- hipoteza pomostowa – początkowo całą powierzchnię Ziemi zajmowały kontynenty, część z nich zapadła się jednak na przełomie mezozoiku i kenozoiku – historyczna.
- teoria Wegenera – kontynenty przemieszczają się pod wpływem ruchu obrotowego Ziemi – włączona w teorię tektoniki płyt oraz ekspandującej Ziemi.
- hipoteza oscylacji – podłoże cyklicznie podnosi się i opada z powodu prądów konwekcyjnych magmy – niszowa.
- hipoteza undacji – materia płaszcza Ziemi różnicuje się, co powoduje przemieszczenia warstw i wypiętrzanie łańcuchów górskich – niszowa.
- teoria tektoniki płyt – powstała na podstawie hipotezy Wegenera, płyty skorupy ziemskiej bez ustanku zderzają się (łączą) i rozchodzą – aktualna i dominująca.
- hipoteza ekspandującej Ziemi – Ziemia od pewnego momentu czasu stale się powiększa, co spowodowało rozerwanie superkontynentu i powstanie oceanów – aktualna i niszowa,
- hipoteza katastroficzno-planetoidalna – początkowy superkontynent (Pangea) został kilkakrotnie podzielony na współcześnie istniejące drogą kolizji z dużymi planetoidami, których średnica w momencie uderzenia w skorupę ziemską wynosiła 100-2000 km.